# Kurt von Hopffer
Kurt Hopffer, seit 1914 Ritter von Hopffer (* 2. Februar 1892 in Bamberg; † 2. Juni 1916 bei Verdun) war ein bayerischer Offizier im Ersten Weltkrieg.

## Leben

### Herkunft
Er war der Sohn des späteren bayerischen Generalmajors Wilhelm Hopffer (* 20. April 1856 in Memmingen) und dessen Ehefrau Emmy, geborene von Rücker.

### Militärkarriere
Hopffer trat nach seinem Abitur am Wilhelmsgymnasium München am 1. Oktober 1911 als Fahnenjunker in das 1. Infanterie-Regiment „König“ der Bayerischen Armee ein. Nach Absolvierung der Kriegsschule München wurde er am 25. Oktober 1913 zum Leutnant befördert.
Als Zugführer rückte Hopffer nach dem Ausbruch des Ersten Weltkriegs am 8. August 1914 mit seinem Regiment ein und nahm an den Kämpfen bei Badonviller, an der Vezouze, bei Saarburg sowie der Schlacht in Lothringen und den anschließenden Gefechten vor Nancy-Epinal teil. Während der Schlacht an der Somme sollte das III. Bataillon, als dessen Adjutant Hopffer fungierte, am 2. Oktober 1914 durch den Wald westlich Fay die Straße Dompierre-Foucaucourt erreichen. Wegen dichten Nebels war im Wald die Verbindung zwischen den einzelnen Kompanien abgerissen und Hopffer bemühte sich vergeblich, diese wiederherzustellen. Nachdem die 10. Kompanie auf heftige Gegenwehr gestoßen und liegengeblieben war, sprang Hopffer mit gezogenen Säbel und Hurra rufend auf und stürmte aus dem schützenden Waldrand hervor, worauf die Männer der 10. Kompanie ihm mit aufgepflanzten Seitengewehr folgten und den feindlichen Schützengraben sowie die Höhen westlich hinter der Straße eroberten. Auch nahmen die anderen Kompanien durch die Hurra-Rufe ihre Angriffsbemühungen wieder auf. Durch das selbständige Vorgehen von Hopffer wurde das Bataillonsziel unter Einbringung von zahlreichen Gefangenen erreicht.
König Ludwig III. verlieh daraufhin Hopffer das Ritterkreuz des Militär-Max-Joseph-Ordens. Damit verbunden war die Erhebung in den persönlichen Adel und die Aufnahme in die Adelsmatrikel als Ritter von Hopffer.
Nach Stellungskämpfen an der Somme kämpfte Hopffer im Oktober 1915 in der Herbstschlacht bei La Bassée und Arras und lag dann in Stellungskämpfen im Artois. Anschließend nahm er, seit 17. Mai 1916 Führer der 9. Kompanie, an der Schlacht um Verdun teil. Bei den Kämpfen um das Fort Douaumont wurde Hopffer am 1. Juni 1916 durch Schüsse am linken Arm und der Brust schwer verwundet. Er verstarb am Tag darauf und wurde auf dem Waldfriedhof München bestattet.

## Rezeption
Die ZDF TV-Dokumentation Mit Jubel in die Hölle anlässlich des hundertsten Jahrestages des Ausbruchs des Ersten Weltkriegs zeichnet anhand von Hopffers Tagebüchern und Briefen an die Familie sein Soldatenschicksal nach.